# 乳名
乳名又叫小名、幼名、小字，是婴儿出生后，父母等长辈给小孩取的非正式的名字。有时是因为父母还没有选定正式的名字（另見譜名），所以取乳名作临时之用。

## 历史
从立意，可分为吉名和贱名。士族喜愛取吉字小名，例如曹操的小名叫吉利，張學良小名叫作雙喜。在農村，昔日生活條件不佳，嬰孩死亡率高，故父母以卑賤者為乳名，例如「阿豬」、「阿狗」、「小乞丐」，取其天生天養，希望不會遭到鬼神妒恨，可以使孩子健康成長。或称“贱名催富贵”。崇信佛教、道教者，常以神佛之事取名，如王陽明的小名叫王雲（親人夢見仙人「雲中送子」），孫中山乳名是帝象（祈求真武大帝保佑）。
小名或以常见模式“阿某”、“某某儿”、“某奴”等命名，或按出生次序排行，或是企盼长寿的吉名，或是与宗教相关，或是纪事相关，或是动物、物件相关。

## 现况
1950、60年代中国大陆儿童的乳名“朴素、野性”，多有古怪的小名。在进入学校前，通常使用乳名称呼。而近年来，儿童的乳名更为文雅。常常只是為了表达父母的親暱及喜愛之意，亦可以增添生活情趣。因此很多人的乳名是“宝宝”、“贝贝”或“小宝贝”等，疊字方式取名稱呼幼輩很常見，其方式多為取小孩名字的其中一字疊讀。

### 疊字發音方式
這種疊字方式的愛稱，在發音上有兩種方式。
1. 現代標準漢語疊字的第一個字正常發聲，而第二個字發輕聲，即不標聲調。此時發音長度在正常範圍；另有一些地方的漢語則是第二個字變調，例如粵語疊字若為陽平聲，則第二個字變調為陰上聲。
2. 現代標準漢語疊字的兩個字發正常聲調，但是後一個字發音成倍延長並加重。

這兩種的區別是，後一種發音充滿特殊的生活趣味，一般用來稱呼學語前的幼童，以便讓他們加深印象，並有利於學語，而前一種發音方式用來稱呼稍大的幼童。